# Han Yong-un
Manhae (en hangeul 만해 ; 29 août 1879 - 29 juin 1944) est un réformateur et poète bouddhiste coréen du XXe siècle. Manhae est son nom de plume ; son nom de naissance est Han Yu-cheon, mais il est universellement connu sous le nom qui lui a été donné par son maître de méditation en 1907 : Han Yong-un (en hangeul 한용운  ; aussi écrit Han Yong-woon).
Manhae est né à Hongseong dans ce qui est aujourd'hui la Corée du Sud. Avant d'être ordonné, il s'est engagé dans la résistance à l'influence japonaise, influence qui a abouti à l'occupation japonaise de 1905 à 1945. En 1905, année du début de l'occupation, Manhae a été ordonné moine bouddhiste au temple de Baekdam, sur le Mont Seorak.
En tant qu'écrivain social, Manhae a appelé à la réforme du bouddhisme coréen.
La poésie de Manhae traite à la fois du nationalisme et de l'amour. Un de ses recueils les plus politiques est Nimui Chimmuk (님의 침묵), publié en 1926. Ces œuvres s'articulent autour des idées d'égalité et de liberté, et ont participé à inspirer la résistance passive et la non-violence dans le mouvement d'indépendance coréenne.

## Œuvres
En traduction française, voir :
- Han Yong Un - Le silence de Nim, traduit par Kim Hyeon Ju et Pierre Mesini, éditions Autres temps, 1996.
- Sur Han Yong Un, voir le chapitre qui lui est consacré dans Kim Uchang, Le roman coréen, Essais, Maisonneuve et Larose, 1998.
- Voir aussi dans le numéro 60 de Culture coréenne, avril 2002 : Deux poètes résistants, Han Yong Un et Charles Péguy, par Kang Seung Hi.